# Casa Cirera (Sabadell)
|  | Per a altres significats, vegeu «Casa Cirera (Cardedeu)». |

La Casa Cirera és un habitatge a la ciutat de Sabadell (Vallès Occidental) protegit com a bé cultural d'interès local. Antic habitatge unifamiliar que restà un temps en desús. Posteriorment es va restaurar i condicionar per tal de llogar-lo per oficines i comerços. El projecte inicial de l'habitatge fou dut a terme pel mestre d'obres Joan Caballé.

## Arquitectura
Antic casal distribuït en quatre plantes: planta baixa, dos pisos i golfes. La façana segueix una distribució simètrica predominant, en la seva ornamentació, la sobrietat i amb una composició estètica paral·lela a la utilitzada pels mestres d'obra. Actualment, la façana principal és la que es troba a la Rambla, però la façana lateral estava tractada com la principal, avui dia no es pot apreciar, doncs l'edifici està adossat a un altre destinat a oficines i locals comercials. Cal destacar que aquest darrer utilitza un tipus de material i estructura (vidres i ferro) que fan pensar en la intenció de respectar el màxim possible la façana de la Casa Cirera.
La façana tradueix el nivell dels pisos mitjançant cornises amb motllures. L'estuc és utilitzat en l'ornamentació, donant aquest un efecte òptic de verticalitat a partir de la decoració geomètrica que segueix les quatre plantes (i situada entre els balcons). La simetria de portes i finestres potencia el joc de línies verticals en l'edifici.